# Supernova Legacy Survey
Il Supernova Legacy Survey Program chiamato anche SNLS, è un progetto per indagare sull'energia oscura, rilevando e monitorando circa 2000 supernove ad alto redshift tra il 2003 e il 2008, utilizzando MegaPrime, un grande mosaico CCD al Canada-France-Hawaii Telescope. Svolge anche una spettroscopia dettagliata di un sottocampione di supernove distanti.